# 延吉县抗日游击队
延吉县抗日游击队，亦称延吉县抗日游击大队，是抗日战争时期中共延吉县委合并各区游队成立的一支武装队伍，是东北人民革命军第二军（东北抗日联军第二军）的主要构成。延吉县抗日游击队是当时东满地区规模最大的抗日游击队，中共党团员比例占到80%以上，也是东满地区最高的。:36

## 历史
1932年春，中共延吉县委根据瓮声砬子会议精神，发动各区群众开展“春荒斗争”，组建游击队:120-121。同年5月，王隅沟游击队成立。朱镇任队长，朴重哲任政治指导员:47。同年7月，王隅沟游击队与其它赤卫队等武装队员一起扩编成王隅沟游击中队。金东九和金洛千任中队领导:89。与此同时，依兰沟、老头沟和花莲里等突击队和赤卫队利用从地主、警察署等夺取的枪支分别建立起游击队:121:47。依兰区游击队有30名队员，朴春任队长。老头沟区游击队有20余名队员，朴柱哲任队长:40。花莲里游击队有10余名队员，金顺德任队长:528。
1932年10月，依兰区和老头沟区游击队在依兰沟北洞（今延吉市依兰镇高城村）合并成立延吉县抗日游击队。不久，被派往“长江好”山林队作兵运的王德泰率20多人的山林队来到依兰沟，加入了延吉县抗日游击队:96:47。海兰江大血案后，金顺德率海兰区游击队于1933年1月转移至依兰王隅沟抗日根据地，与其它游击队一起合并成立延吉县抗日游击大队，总人数130余人，分成4个中队。朴东根任大队长，朴吉任政委。:36
1934年3月，中共东满特委在延吉县三道湾抗日游击根据地召开特委和游击队干部会议。会议根据中共满洲省委的指示信将延吉县游击大队、汪清县抗日游击大队、和龙县抗日游击大队、珲春抗日游击队合并成立东北人民革命军第二军独立师。延吉县游击大队被改编为独立师第一团。金顺德任团长。崔学哲任政委。:74-75